# ویبورگ
شهر ویبورگ (به روسی: Выборг) در کشور روسیه و در هفتاد مایلی شمال غرب سنت پترزبورگ اوبلاست لنینگراد واقع شده‌است. به فنلاندی این شهر ویپوری نام دارد. و دومین شهر بزرگ فنلاند در زمان قبل از جدایی از فنلاند بوده است
این شهر در جنگهای خونین در حمله شوروی به فنلاند در سال‌های ۱۹۳۹ تا ۱۹۴۴ از این کشور جدا شد. برخی منابع تعداد کشته های فنلاند در این جنگها را بیش از صدهزار نفر تخمین زده‌اند

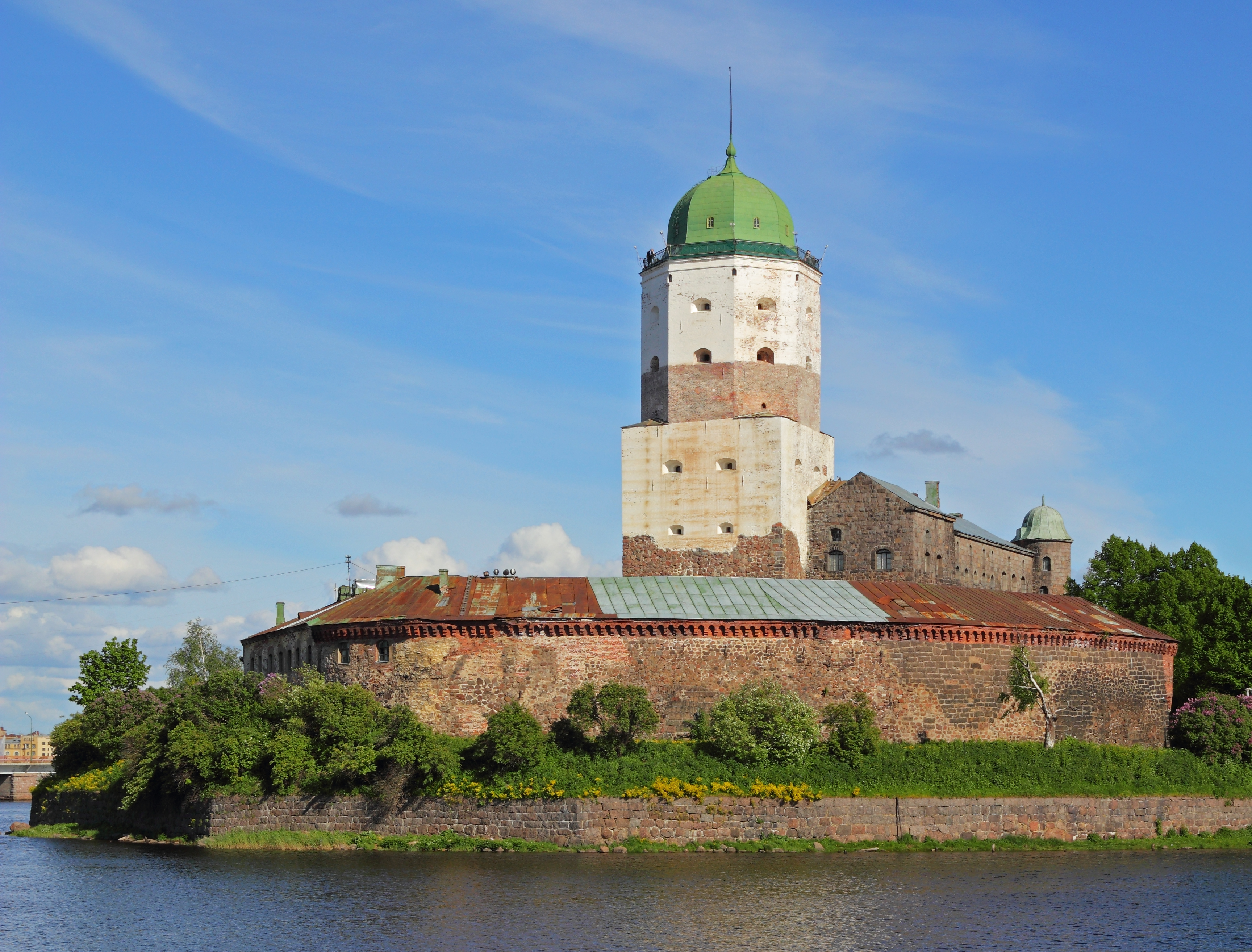
قلعه ویبُری قلعه‌ای در ویبورگ، روسیه است. این شهر توسط سوئدی‌ها در قرون وسطی (در خاک فنلاند) ساخته شد که در اطراف آن شهر ویبری تکامل یافت. این قلعه به سنگر قلمرو سوئد در منطقه کارلیان تبدیل شد. در طول قرن‌ها، این قلعه اولین دفاع پادشاهی در برابر روس‌ها بود. موقعیت نظامی و استراتژیک آن، قلعه ویبری را به دومین پایتخت مستحکم پس از استکهلم در اواخر قرون وسطی تبدیل کرد. در حال حاضر این بنا به عنوان موزه منطقه ای ویبورگ کاربری دارد. از منظر تاریخی قلعه وایبری جزو استحکاماتی است که ابتدا متعلق به فنلاند بوده و پس از درگیری‌های مداوم در طی قرن‌ها اکنون جزو خاک روسیه محسوب می‌شود.